# Lepidaria sabaensis
Lepidaria sabaensis är en tvåhjärtbladig växtart som beskrevs av Danser. Lepidaria sabaensis ingår i släktet Lepidaria och familjen Loranthaceae. Inga underarter finns listade i Catalogue of Life.